# Zoë Belkin
Zoë Belkin (* 3. Mai 1993 in Toronto, Ontario) ist eine kanadische Schauspielerin. Sie am bekanntesten durch ihre Hauptrolle der Reporterin Rebecca Harper in der kanadischen Sitcom Teen Buzz des Fernsehsenders Family Channel. Es folgten Gastauftritte in Flashpoint – Das Spezialkommando, Rookie Blue und Breakout Kings.
Sie lebt mit ihrer Familie in Toronto.

## Filmografie (Auswahl)
- 2008–2010: Teen Buzz (The Latest Buzz) (Fernsehserie, 44 Episoden)
- 2009: Flashpoint – Das Spezialkommando (Flashpoint) (Fernsehserie, Episode 2x11)
- 2010: Rookie Blue (Fernsehserie, Episode 1x08)
- 2011: Breakout Kings (Fernsehserie, Episode 1x05)
- 2013: Carrie
- 2014: Perfect Sisters
- 2016: Deadly Inferno (Fernsehfilm)
- 2017: Kiss and Cry
- 2017: Darken
- 2018: Isabelle
- 2019: Ransom (Fernsehserie, Episode 3x03)
- 2020: Hotwired in Suburbia
- 2020: Endless
- 2020: I Do, or Die – A Killer Arrangement (Fernsehfilm)
- 2022: Ice Road Killer
- 2022: Secrets at the Inn (Fernsehfilm)
- 2023: Abducted on Prom Night (Fernsehfilm)
- 2023: Ride (Fernsehserie, Episode 1x07)